# Raf (cantor)
Raf, pseudônimo de Raffaele Riefoli (Margherita di Savoia, 29 de setembro de 1959), é um cantor e compositor italiano.

## Biografia
Riefoli viveu alguns anos em Londres, Inglaterra, antes de começar sua carreira musical em 1984. Seu primeiro single, "Self Control", que ele co-escreveu com Giancarlo Bigazzi e Piccolo Steve, teve um enorme exito não somente em seu país natal, a Itália, mas também na Áustria (No.7), Suíça (No.1) e Alemanha.
"Self Control" foi gravado e lançado simultaneamente pela pop star Laura Branigan, anteriormente conhecida por singles de sucesso como "Gloria" e "How Am I Supposed to Live Without You". A versão de Branigan foi lançada como o primeiro single do seu álbum de 1984, também intitulado Self Control, e tornou-se sucesso em todo o mundo, atingindo nº 4 no Billboard Hot 100 nos EUA. Atingiu o 1º lugar na Alemanha, Áustria, Suíça, Suécia, África do Sul e Canadá, e foi um grande sucesso na Irlanda, Austrália, França, Holanda e Reino Unido. Era esperado que a versão de Raf se tornasse a canção mais popular da história do negócio da música italiana.
Outros singles em inglês como "Change Your Mind", "London Town" e "Hard" não foram tão bem sucedidos, e depois de uma mal sucedido re-lançamento  de seu primeiro álbum em 1987 contendo duas dessas canções como faixas bônus, Riefoli começou a transição do gênero pop New Wave/dance em um suave estilo pop com vocais em sua língua nativa. Raf lançou 11 álbuns de estúdio ao longo dos anos, incluindo "Cannibali" (1993), que foi certificado seis vezes com disco de platina na Itália. Esse álbum contém muitas faixas de sucesso como "Il animale Battito", "Devido" e "Stai con me".
Riefoli também escreveu canções para outros artistas italianos, como "Si può dare di più", escrito para o trio Morandi-Ruggeri-Tozzi e que ganhou o primeiro prêmio no Festival de San Remo. Riefoli co-escreveu a canção "Gente di mare", com Umberto Tozzi e Giancarlo Bigazzi, e seu dueto com Tozzi tornou-se a entrada da Itália no Eurovision Contest de 1987, conquistando a terceira colocação. A gravação foi top dez na Suíça, Áustria e Suécia.
Nos territórios germânicos, onde a Fração do Exército Vermelho, uma célula terrorista, é conhecida popularmente pela sigla RAF, os álbuns e singles de Riefoli foram comercializado como Raff, com um segundo "f". Nos anos seguintes, uma série de outros artistas incluindo artistas alemães e italianos não afiliados com Riefoli fizeram gravações sob os nomes de Raf, RAF ou RAF.
Raf continua a ter uma carreira bem sucedida na Itália, seu álbum de estúdio Metamorfosi chegou a No. 4 na parada de álbuns em 2008. O material de estúdio mais recente, Numeri, foi lançado em 10 de maio de 2011, e atingiu pico de No.6 nas paradas italianas.

## Discografia

### Álbuns de Estúdio
| Título                          | Detalhes do álbum                                                                                      | Peak chart | Peak chart |
| Título                          | Detalhes do álbum                                                                                      | ITA        | SWI        |
| ------------------------------- | --- | ---------- | ---------- |
| Raf                             | - Lançamento: 1984 - Gravadora: Carrere - Formatos: Cassette, CD, LP                                   | —          | —          |
| Self Control[a]                 | - Lançamento: 1987 - Gravadora: Carrere - Formatos: Cassette, CD, LP                                   | —          | —          |
| Svegliarsi un anno fa           | - Lançamento: 16 de maio de 1988 - Gravadora: Warner - Formatos: Cassette, CD, LP                      | —          | —          |
| Cosa resterà...                 | - Lançamento: 7 de fevereiro de 1989 - Gravadora: Warner - Formatos: Cassette, CD, LP                  | 7          | —          |
| Sogni ...é tutto quello che c'é | - Lançamento: 1 de março de 1991 - Gravadora: Warner - Formats: Cassette, CD, LP                       | 6          | —          |
| Cannibali                       | - Lançamento: maio de 1993 - Gravadora: East West (Warner) - Formatos: Cassette, CD, LP                | 3          | —          |
| Manifesto                       | - Lançamento: 8 de junho de 1995 - Gravadora: East West (Warner) - Formatos: Cassette, CD, LP          | 5          | —          |
| La prova                        | - Lançamento: 19 de novembro de 1998 - Gravadora: East West (Warner) - Formatos: Cassette, CD, LP      | —          | —          |
| Iperbole                        | - Lançamento: 1 de junho de 2001 - Gravadora: East West (Warner) - Formatos: Cassette, CD              | 3          | 75         |
| Ouch                            | - Lançamento: 14 de maio de 2004 - Gravadora: Columbia (Sony BMG) - Formatos: Cassette, CD             | 7          | 90         |
| Passeggeri distratti            | - Lançamento: 26 de maio de 2006 - Gravadora: Columbia (Sony BMG) - Formatos: CD, Download Digital     | 3          | —          |
| Metamorfosi                     | - Lançamento: 20 de setembro de 2008 - Gravadora: Columbia (Sony BMG) - Formatos: CD, Download Digital | 4          | —          |
| Numeri                          | - Lançamento: 10 de maio de 2011 - Gravadora: Colombia (Sony Music) - Formatos: Cassette, CD, LP       | 6          | —          |

### Compilações
| Título                               | Detalhes                                                                              | Peak chart |
| Título                               | Detalhes                                                                              | ITA        |
| ------------------------------------ | ------------------------------------------------------------------------------------- | ---------- |
| Collezione temporanea                | - Lançamento: 3 de outubro de 1996 - Gravadora: Warner - Formatos: Cassette, CD, LP   | 5          |
| Tutto Raf: Collezone Definitiva      | - Lançamento: 20 de outubro de 2005 - Gravadora: Warner - Formatos: CD, Cassette      | 7          |
| Semplicemente Raf: I Grandi Successi | - Lançamento: 7 de abril de 2009 - Gravadora: Warner, Digital Download - Formatos: CD | —          |